# 391988 Illmárton
391988 Illmárton è un asteroide della fascia principale. Scoperto nel 2008, presenta un'orbita caratterizzata da un semiasse maggiore pari a 2,6143030 UA e da un'eccentricità di 0,1958339, inclinata di 9,16098° rispetto all'eclittica.
L'asteroide è dedicato all'astronomo ungherese Ill Márton.